# Černihivska oblast
Černihivska oblast ili Černigovska oblast (ukrajinski: Чернігівська область, ruski: Черниговская область) oblast je koja se nalazi se u sjeveroistočnoj Ukrajini. Upravno središte oblasti grad je Černihiv.

## Zemljopis
Černihivska oblast ima ukupnu površinu 31 865 km2 te je treća oblast po veličini. U njoj živi 1 245 300 stanovnika[kada?] te je prema broju stanovnika 21. oblast po veličini u Ukrajini. U urbanim područjima živi 727 200 stanovnika, dok 518 100 stanovnika živi u ruralnim područjima.
Černihivska oblast graniči na zapadu s Kijevskom oblasti, na istoku graniči sa Sumskom oblasti, a na jugu s Poltavskom oblasti. S Rusijom graniči na sjeveru, a s Bjelorusijom na sjeveru i sjeverozapadu.

## Stanovništvo
Ukrajinci su najbrojniji narod u oblasti i ima ih 1 155 400, što je 93,5 % ukupnoga stanovništva oblasti.
- Ukrajinci: 93,5 %
- Rusi: 5 %
- Bjelorusi: 0,6 %
- Židovi: 0,1 %
- ostali: 0,6 %

## Administrativna podjela
Černihivska oblast dijeli se na 22 rajona i 24 gradova od kojih njih tri ima viši administrativni stupanj, također oblast ima i 44 mala grada i 1494 naselja.

## Vanjske poveznice
- Službena stranica oblasti

### Ostali projekti
|  | Zajednički poslužitelj ima još gradiva o temi Černihivska oblast |